# RK Borac Banja Luka
A Borac kézilabda-csapatát (szerbül: Rukometni klub Borac), amely az egyik leghíresebb
kézilabda-egylet Bosznia-Hercegovinában, a volt Jugoszláviában és Európában, 1950-ben alakult meg. A gárda 1957-től kezdődően szerepelt a jugoszláv kézilabda-csapatok legfelsőbb osztályában.
A piros-kékek múltja trófeákban igen gazdag és ezek között megtalálhatóak a legismertebbek és legjelentősebbek is.
Az eredményeik közül 2 cím kiemelkedő jelentőséggel bír. Az egyik az 1975-1976-os idényben megnyert Bajnokcsapatok Európa Kupája, míg a másik az 1990-1991-es évadban elhódított IHF-kupa.
Az Rk Borac ezen kívül még egy döntőt vívott a Bajnokcsapatok Európa Kupájában, az 1974-1975-ös sorozatban, ahol minimális különbséggel, de alulmaradt ellenfelével szemben.
A Gospodska utcai csapat hétszeres jugoszláv bajnoknak és tízszeres jugoszláv kupagyőztesnek vallhatja magát.
A klub 6 kézilabda-olimpikont adott Jugoszláviának, valamint számos a világbajnokságokon jugoszláv színekben versenyző és érmes helyezést elérő játékost.
A csapat Olimpikonjai:
Aranyérmet szerzett: Abas Arslanagić, Nebojša Popović, Dobrivoje Selec, Milorad Karalić (1972, München), Zlatan Arnautović, Zdravko Rađenović (1984, Los Angeles);
Bronzérmet szerzett: Ermin Velić, Iztok Puc, Abas Arslanagić vezetőedző (1988, Szöul).
A Borac világbajnokságokon érmes helyezést elérő játékosainak névsora:
Aranyérmes: Zlatan Arnautović, Zlatan Saračević (1986, Svájc);
Ezüstérmes: Jovan Elezović, Ermin Velić, Zdravko Rađenović i Branko Štrbac (1982, Németország);
Bronzérmes: Abas Arslanagić, Nebojša Popović, Milorad Karalić (1970, Franciaország), Abas Arslanagić, Zdravko Rađenović, Nebojša Popović és Milorad Karalić (1974, NDK), Nebojša Golić (1999, Egyiptom), Mladen Bojinović (2001, Franciaország) .
A Banja Luka székhelyű boszniai szerb csapat alapító tagja a 2011-2012-es évben kezdődő Regionális Kézilabda Ligának, amelyben horvát, szerb, bosnyák, montenegrói, macedón és szlovák csapatok szerepelnek majd.

## Európa bajnoka
1976. április 11-e felejthetetlen nap volt a banja lukai csapat életében.
Ezen a napon történelmi sikert értek el a gárda kézilabdázói, olyat, amelyről csak sokan álmodhatnak.
Azon a tavaszi éjszakán, 5000 néző előtt, a banja lukai sportcsarnokban, a piros-kékek aranygenerációja a Bajnokcsapatok Európa Kupájának döntőjében legyőzte a dán Fredericiát 17-15-re. Bő 1 évvel (1974-1975-ös évad) korábban az akkor még jugoszláv csapat ugyancsak megnyerhette volna a BEK-et, de az NDK-beli ASK Vorwärts Frankfurt/O. jobbnak bizonyult (ASK Vorwärts Frankfurt/O.-Borac Banja Luka 19:17). A boszniai csapat meghatározó játékosai a következő évben is Banja Lukán maradtak (1975-1976-os idény),
így lehetőség nyílott egy újabb sikeres szereplésre. A BEK-győzelem felé vezető úton az első ellenfél a csehszlovák Červena Hviezda volt. A pozsonyi gárda vereséget szenvedett mind idegenben (Borac-Hviezda 27:14), mind pedig hazai pályán is (Hviezda-Borac 22:26). A második rivális, a spanyol Calipso, sem tudta megszorongatni a délszlávokat.
Banja Lukában 7 góllal nyert a Borac (Borac-Calipso 28:21), míg az alicantei visszavágón döntetlen állt az eredményjelzőn (Calipso-Borac 13:13). Az elődöntőben a híres, akkortájt sikerkorszakát élő német VfL Gummersbach próbálta legyőzni a balkáni csapatot. Németországban nem avattak győztest (VfL Gummersbach-Borac 16:16), így a visszavágóra maradt a továbbjutás kérdésének eldöntése. A piros-kékek hazai pályán 15-13-ra verték meg a germán gárdát, így bejutott a döntőbe a Borac. 
Az április 11-ei fináléra az 5000 férőhelyes banja lukai sportcsarnok kicsinek mutatkozott, annyian kívánták azt megtölteni. Aki viszont bejutott oda, egy történelmi mérkőzés részese lehetett. A meccs jugoszláv szempontból kiválóan indult, 2:1, majd 5:2 volt az eredmény Pero Janjić tanítványai javára. A félidőre tovább hízott az előny, s a szünetre 4 gólos 11:7-es vezetéssel vonulhattak az öltözőbe a délszlávok. A dánok azonban továbbra is kitartóan küzdöttek. 
A 2. félidőben a vendégek 3:0-val kezdtek, amely tovább szította az amúgy is forró légkört. Nedeljko Vujinović azonban aranyat érő találattal válaszolt, majd Zdravko Radenović is precízen helyezett az ellenfél kapujába, s ezt követően Abas Arslanagic kitűnő védésének köszönhetően Rade Unčanin egy kontrából 14:10-re, a déliek javára fordította az eredményt. A dán Fredericia nem esett kétségek közé, s erre a kihívásra is válaszolni tudott. Hamarosan 16:15 volt az eredményjelzőn.
Ezzel az 1 gólos boszniai előnnyel kezdődött meg az utolsó perc, amikor is Anderson gyorsan lefordult, s a kapus Arslanagićtyal találta szembe magát.
A csarnokban csönd honolt, de Arslanagić bravúros védésének köszönhetően immár szinte biztossá vált, hogy a Borac ül fel Európa trónjára. A végén Radenović kiharcolt még egy hétméterest, amit Vujinović végzett el sikerrel. Véget ért a mérkőzés.
A szurkolók a pályára rohantak, kattogtak a fényképezőgépek, s arról zengett a csarnok, hogy a "Borac a bajnok".
A döntő részletes jegyzőkönyve:
BORAC                17 (11)
FREDERICIA      15 (7)
Mérkőzés helyszíne: “Borik stadion“, Banja Luka. Nézőszám: 5.000 fő.
Bírók: Herbert Hensel, Peter Henfus (NDK).
Hétméteresek: Borac 3 (2), Fredericia 3 (2).
Kiállítások: Borac 6, Fredericia 2 perc.
BORAC: Arslanagić, Selec 2, Rađenović 6, Karalić 2, Bjelić, Vujinović 2 (1), Vukša, Unčanin 2, Popović 1 (1), B. Golić, M. Golić 2, Ravlić. Vezetőedző: Pero Janjić.
FREDERICIA: Jepesen, F. Hansen 3 (1), Hajderman, Nilsen 3 (1), Sorensen 1, Jungland 1, A. Hansen, Andersen 3, Pulsen, Madsen 2, Petersen 2. Vezetőedző: Ole Vorm.
A BEK-győztes csapat névsora:
Milorad Karalić, Zdravko Rađenović, Nedeljko Vujinović, Abas Arslanagić, Dobrivoje Selec, Momo Golić, Nebojša Popović, Miro Bjelić, Rade Unčanin, Slobodan Vukša, Boro Golić, Zoran Ravlić és Pero Janjić vezetőedző.
Eredményjelző, találatról-találatra:
0:1 - F. Hansen, 1:1 - Karalić, 2:1 - Rađenović, 2:2 - F. Hansen, 3:2 - Popović, 4:2 - Unčanin, 4:3 - Petersen, 5:3 - Rađenović, 6:3 - Selec, 7:3 - M. Golić, 7:4 - Jungland, 7:5 - Andersen, 7:6 - Nilsen, 8:6 - Selec, 9:6 - Rađenović, 10:6 - M. Golić, 10:7 - Nilsen, 11:7 - Rađenović, 11:8 - Andersen, 11:9 - Petersen, 11:10 - Andersen, 12:10 - Vujinović, 13:10 - Rađenović, 14:10 - Unčanin, 14:11 - Nilsen, 14:12 - Sorensen, 15:12 - Karalić, 15:13 - Madsen, 16:13 - Rađenović, 16:14 - Madsen, 16:15 - F. Hansen, 17:15 - Vujinović.
Út a döntőig:
Nyolcaddöntő:
Banja Luka, 1975. november 20.: Borac - Cervena Hviezda 27:14 (16:8),
Pozsony, 1975. december 11.: Cervena hviezda - Borac 22:26 (8:14).
Negyeddöntő:
Banja Luka, 1976. január 8.: Borac - Calipso 28:21, (15:9),
Alicante, 1976. január 18.: Calipso - Borac 13:13 (7:10).
Elődöntő:
Dortmund, 1976. március 10.: Gummersbach - Borac 16:16 (9:8),
Banja Luka, 1976. március 27.: Borac - Gummersbach 15:13 (11:8).
Döntő:
Banja Luka, 1976. április 11.: Borac - Fredericia 17:15 (11:7).

## A gyerekek kézilabdát oktattak
1991. május 19-én a Borac kézilabdázói újabb nagy sikert értek el, IHF-kupát nyertek. 
A banja lukai tehetséges generáció, amelyet csak „a gyerekeknek” hívtak, az egész öreg kontinenst elvarázsolta. A jugoszláv csapat újabb menetelésbe kezdett, melynek első áldozata a belga Herstal volt (20:20; 26:18), azt követően pedig a német Empor (22:18; 17:14). Eztán egy újabb germán gárda, az 1980-as évek végén 3 német bajnoki címet nyerő, Tusem Essen került a délszlávok útjába. Két izgalmas mérkőzésen, végül is a balkáni alakulat bizonyult jobbnak, s jutott a verseny-sorozat döntőjébe (17:24; 19:12). A fináléban Velimir Petković tanítványaira a CSZKA Moszkva várt, amelynek akkoriban a világ egyik legjobb kézilabdázója, Talant Dusebajev is tagja volt. Sokan úgy vélték, hogy a döntőben csakis az oroszok nyerhetnek, de a piros-kékek az esély-latolgatással nem törődtek. A Banja Lukaban megrendezett 1. összecsapáson minden délszláv kitűnően teljesített, de mind közül kiemelkedett egy játékos, a kapus Zlatan Arnautović, aki őrületbe kergette a nagy szláv testvér gárdájának tagjait. 20:15-ös eredménnyel, 5 gólos előnnyel, várhatták a visszavágót a fiatal banja lukaiak. A második összecsapáson a jugoszlávok végig nagyszerűen játszottak és keményen ellenálltak az oroszok támadásainak, így ez utóbbiak habár győzelmet arattak (24:23), de ez összesítésben nem volt elegendő a trófea elhódításához. Megkezdődhetett az ünneplés. Nagy valószínűséggel, ha nem tör ki a háború Jugoszláviában, több hasonló győzelemmel is szolgálhattak volna a Gospodska utcai kézilabdázók. „Az érzelmek kavarognak bennem, amikor azokra a csodálatos időkre emlékszem vissza. Az volt, minden bizonnyal, a legboldogabb nap pályafutásom során, és úgy hiszem a legtöbb csapattársam számára is. Fiatal, tapasztalatlan gyerekek voltunk egy trófeával a kezünkben. Ifjú, kiváló gárdánk volt, egy nagyszerű közösség, ahol egyként harcoltak a csapattársak egymásért. Úgy hiszem, kevés olyan csapat van, amely egy ilyen fiatal nemzedékkel, hasonló sikert ért el. A mi gárdánk egy ilyen alakulat volt, amely mind Európában, mind pedig az egész világban meglepetést okozni”- emlékezett vissza ezen „gyermek-generáció” egykori tagja, Dragan Marković. A piros-kékek egykori védője a mai napig sajnálja, hogy a csapat nem maradt együtt. „A gonosz háború gyorsan tovaterjedt és azzal együtt a mi ígéretes nemzedékünk örökre eltűnt. Sajnálatos, hogy ez történt, mert ha együtt maradtunk volna, biztos vagyok abban, hogy a Borac még sok trófeát nyer” – zárta mondandóját Marković.
1. mérkőzés
BORAC       20
CSZKA         15
"Borik" stadion, 3.000 néző.
Bírók: Jo Niser, Vim Struik (Hollandia).
Hétméteresek: Borac 3 (1), CSZKA 3 (3).
Kiállítások: Borac 10, CSZKA 8 perc.
BORAC: Arnautović, Prtina, Maglajlija 3, Perić 1, Golić, Knežević 6 (1), Stupar 1, Marković, 
Nezirević 5, Čop 2, Jović 2, Mulabdić. Vezetőedző: Velimir Petković.
CSZKA: Sukosjan, Jermoljin 2, Medvedev 4, Kozlov, Murzakov, Antonevič, Kačkan 1, Dušebajev 4, Vlaskin, Seregin 1, Gozpidin 3 (3), Levin. Vezetőedző: Anatolij Fedjukin.
2. mérkőzés
CSZKA         24
BORAC       23
USZ CSZKA stadion, Moszkva, 1.000 néző
Bírók: Ole Kristensen, Per Godsk Jorgensen (Dánia).
Hétméteresek: CSZKA 7 (5), Borac 4 (4).
Kiállítások: CSZKA 10, Borac 16 perc.
Piros lap: Mihail Kozlov (CSZKA, három kiállítás), Talant Dušebajev (CSZKA, kiállítás).
CSZKA: Sukosjan, Levin, Jermoljin 1, Medvedev 1, Kozlov, Murzakov 7, Antonevič, Kačkan, Dušebajev 5, Vlaskin, Seregin 3, Gozpidin 7. Vezetőedző: Anatolij Fedjukin.
BORAC: Arnautović, Torlo, Prtina 2, Maglajlija 5, Perić 1, Golić, Knežević 6, Stupar 2, Marković, Nezirević 4, Čop 3, Jović. Vezetőedző: Velimir Petković.

## A Borac eddigi eredményei
- Jugoszláv bajnok: 7-szeres győztes: 1958-1959; 1959-1960; 1972-1973; 1973-1974; 1974-1975; 1975-1976; 1980-1981
- Jugoszláv kupa: 10-szeres győztes: 1956-1957; 1957-1958; 1960-1961; 1968-1969; 1971-1972; 1972-1973; 1973-1974; 1974-1975; 1978-1979; 1991-1992
- Boszniai Szerb Köztársaság bajnoka: 8-szoros győztes: 1993-1994; 1994-1995; 1995-1996; 1996-1997; 1997-1998; 1998-1999; 1999-2000; 2000-2001
- Boszniai Szerb Köztársaság kupagyőztese: 10-szeres győztes: 1992-1993; 1993-1994; 1995-1996; 1996-1997; 1997-1998; 1998-1999; 1999-2000; 2000-2001; 2008-2009; 2009-2010
- Bosnyák kupa: 2-szeres győztes: 2006-2007;  2010-2011
- Bajnokcsapatok Európa Kupája: 1-szeres győztes: 1975-1976
- IHF-kupa: 1-szeres győztes: 1990-1991

## A csapat vezetőedzői
| Időszak                     | Név              |
| --------------------------- | ---------------- |
| 2005. október-2008. április | Abas Arslanagić  |
| 2008. április-2008. június  | Davorin Ljubišić |
| 2008. július-2010. június   | Draško Budiša    |
| 2010. július-               | Dragan Marković  |